# Clytostomanthus
Clytostomanthus é um género botânico pertencente à família Bignoniaceae.

## Espécie
Clytostomanthus decorus